# Lorenzo Simonelli
Lorenzo Ndele Simonelli (ur. 1 czerwca 2002 w Dodomie, Tanzania) – włoski lekkoatleta, specjalizujący się w biegach płotkarskich. Brązowy medalista juniorskich mistrzostw Europy w 2021. Młodzieżowy wicemistrz Europy z Espoo (2023), halowy wicemistrz świata z Glasgow (2024). W tym samym roku w Rzymie został mistrzem Europy w biegu na 110 metrów przez płotki, jak również zdobył złoto za bieg w eliminacjach sztafety 4 × 100 m.